# Patagioenas araucana
La paloma araucana, torcaza, paloma chilena, o konu en mapudungun (Patagioenas araucana) es una especie de ave columbiforme de la familia Columbidae propia de América del Sur. Está presente en los bosques húmedos del sur de Chile y en zonas limítrofes de la Argentina, e inverna más al norte. No se conocen subespecies.

## Características
Mide de 30 a 40 cm, siendo la paloma más grande de Chile y de la Patagonia; los dos sexos presentan igual plumaje, castaño, aunque la hembra es más opaca. Patas rojas, y pico negro; con una franja blanca en la nuca. Esta especie de paloma vive en parvadas, aunque en la temporada de reproducción nidifican separadas unas de otras, con una nidada compuesta, generalmente, por dos huevos. Habita en especial en bosques de hayas australes (Nothofagus), entre otros.